# 孫処約
孫 処約（そん しょやく、603年 - 671年）は、唐代の官僚・政治家。字は茂道。本貫は汝州郟城県。

## 経歴
軽車都尉の孫子起の子として生まれた。貞観元年（627年）、校書郎に任じられ、梁・陳・北斉・北周・隋の五代史の編纂にあたった。斉王李祐の下で記室となった。李祐は行状が悪かったため、処約はたびたび上書して李祐を諫めた。貞観17年（643年）、李祐が殺害されると、太宗は自ら斉王家の書状を調べ、処約の諫書を手に入れると、これに感嘆した。永徽元年（650年）、処約は射策甲科に及第し、著作佐郎に任じられた。礼部員外郎となり、考功員外郎に転じ、弘文館直学士をつとめた。騎都尉となり、考功郎中をつとめた。給事中・中書舎人に累進した。知制誥となり、『太宗実録』の編纂に参与した。顕慶3年（658年）、朝散大夫・弘文館学士を加えられた。三度異動して中書侍郎となった。麟徳元年（664年）、西台侍郎・同東西台三品（宰相）となった。麟徳2年（665年）、知政事（宰相）を退任し、司礼少掌伯（礼部侍郎）に降格された。乾封2年（667年）、少司成（国子司業）に任じられた。咸亨元年（670年）、老病のため致仕を請願し、許可された。咸亨2年（671年）、高宗に従って東都洛陽に赴いた。5月4日、死去した。享年は69。
子の孫佺は、睿宗のときに左羽林軍大将軍となり、契丹を征討して戦没した。

## 伝記資料
- 『旧唐書』巻81 列伝第31
- 『新唐書』巻106 列伝第31
- 唐故司成孫公墓誌銘并序（孫処約墓誌）